# The Holiday Sitter
The Holiday Sitter je americký hraný film z roku 2022, který režírovala Ali Liebert podle vlastního scénáře. Snímek měl světovou premiéru 11. prosince 2022.

## Děj
Blíží se Vánoce a investiční poradce Sam se je chystá strávit na Havaji. Krátce před odjezdem mu však zavolá jeho sestra Kathleen, že potřebuje pohlídat děti. Jede se svým manželem vyzvednout adoptovanou dceru. Sam, který nemá rád děti ani rodinný život vůbec, není nadšený, ale nakonec souhlasí. Přijíždí na předměstí, aby pohlídal synovce Milese a neteř Daniu. Sestra mu nechá podrobný rozpis, co má dělat, ale přesto využije pomoci jejich souseda Jasona, který děti a rodinný život miluje, i když sám s nikým momentálně nežije. Jak se oba muži pozvolna poznávají, zjistí, že navzdory odlišným názorům k sobě pociťují náklonnost.

## Obsazení
| Jonathan Bennett     | Sam Dalton        |
| George Krissa        | Jason DeVito      |
| Chelsea Hobbs        | Kathleen Walker   |
| Everett Andres       | Miles Walker      |
| Mila Morgan          | Dania Walker      |
| Matthew James Dowden | Nate Walker       |
| Gabrielle Rose       | Marilyn DeVito    |
| Matty Finochio       | Peter DeVito      |
| Amy Goodmurph        | Ellie             |
| Robert Wisden        | Frank Dalton      |
| Bella Leonardo       | Arabella DeVito   |
| Todd Matthews        | Dr. Vance DeBlane |
| Rick Dobran          | Eddie DeVito      |
| Andy Rukes           | Tomme DeVito      |
| Nathan Parrott       | Decklan           |